# Protaphorura armata
Protaphorura armata ingår i släktet Protaphorura, och familjen blekhoppstjärtar. Det är en urinsektsart som först beskrevs av Tycho Fredrik Hugo Tullberg 1869.  Den är blek, rundad  och upp till 2 mm lång. Den saknar ögon och hoppgaffeln saknas eller är starkt reducerad. Huvud och de flesta kroppssegment är försedda med ett till flera porer som är täckta av tunn hud. När djuren blir skrämda utsöndras ett klibbig vätska från porerna. Arten är reproducerande i Sverige.